# Кицманский район
Ки́цманский райо́н (укр. Кіцманський район) — упразднённая административная единица Черновицкой области Украины. Административный центр — город Кицмань.

## История
Образован в 1940 году. В ходе административно-территориальной реформы в Украине, в 2020 году район был упразднён, его территория вошла в состав Вижницкого и Черновицкого районов. На территории района были сформированы Брусницкая, Кицманская, Мамаевская, Неполоковецкая и Ставчанская территориальные общины. Территория Боровецкого и Киселёвского сельских советов вошла в состав Веренчанской сельской общины

## Население
По данным всеукраинской переписи населения 2001 года в населении района присутствовали следующие этнические группы:
- украинцы — 98,5 %
- русские — 0,9 %
- румыны — 0,2 %[3].